# Karin Schrödl
Karin Schrödl (* 14. Juni 1964 in Wien) ist eine österreichische Politikerin (SPÖ). Sie war von 2005 bis 2012 Abgeordnete zum Wiener Landtag und Gemeinderat.
Karin Schrödl besuchte zwischen 1970 und 1974 die Volksschule und bis 1978 eine Hauptschule. Nach dem Abschluss des Polytechnischen Lehrgangs 1979 arbeitete sie bis 1981 am Fernamt Wien. Danach war sie von 1982 bis 1985 im Kulturverein Donaustadt tätig und wechselte 1986 an das Magistratische Bezirksamt Wien 22. Seit 1987 ist sie in der Pensionsversicherungsanstalt (PVA) als Auslandssachbearbeiterin, Gruppenleiterstellvertreterin und Referentin im Pensions-, Pflegegeld- und Unterstützungsausschuss tätig.
Karin Schrödl ist seit 1992 Mitarbeiterin der SPÖ und war zwischen 1992 und 2004 Betriebsrätin der PVA. Sie leitet seit 1997 die Sektion 11-Kaisermühlen im Bezirk Donaustadt und war zwischen 2001 und 2005 Bezirksrätin sowie stellvertretende Klubobfrau der SPÖ-Donaustadt. Zwischen 2004 und 2005 hatte sie zudem die Funktion der stellvertretenden Vorsitzenden der Bezirksvertretung inne. Anschließend war Schrödl vom 18. November 2005 bis zum 19. November 2012 Mitglied des Wiener Landtags und Gemeinderats, wo sie die SPÖ auch im Ausschuss Stadtentwicklung und Verkehr vertrat.